# Dunavățu de Jos
Dunavățu de Jos – wieś w Rumunii, w okręgu Tulcza, w gminie Murighiol. W 2011 roku liczyła 586 mieszkańców.